# Deltotus stuckenbergi
Deltotus stuckenbergi är en tvåvingeart som beskrevs av Zielke 1972. Deltotus stuckenbergi ingår i släktet Deltotus och familjen husflugor.
Artens utbredningsområde är Madagaskar. Inga underarter finns listade i Catalogue of Life.